# Луций Юлий Цезар (консул 64 пр.н.е.)
Вижте пояснителната страница за други личности с името Луций Юлий Цезар.
Луций Юлий Цезар (IV) (на латински: Lucius Julius Caesar; * 110/108 пр.н.е.; † сл. 43 пр.н.е.) е римски политик през 1 век пр.н.е.

## Произход и кариера
Син е на Луций Юлий Цезар (консул 90 пр.н.е.) и Фулвия (дъщеря на Марк Фулвий Флак). Сестра му Юлия Антония е омъжена първо за Марк Антоний Кретик (родители на триумвир Марк Антоний), после за Публий Корнелий Лентул Сура.
Луций Цезар е през 90 пр.н.е. магистър на Монетния двор. През тази година баща му е консул. През 77 пр.н.е. Луций Цезар е квестор и служи в провинция Азия, както показва намерен ръкопис в Илион (Троя). През 67 пр.н.е. е претор, а през 64 пр.н.е. консул.
От 52 пр.н.е. служи при роднината си Гай Юлий Цезар в галската война като легат на провинция Нарбонска Галия. През 47 пр.н.е. неговият племенник Марк Антоний, който е magister equitum на диктатор Цезар, го прави градски префект.
В края на 43 пр.н.е., след основаването на Втория Триумвират, той е проскрибиран и оправдан, понеже сестра му Юлия се застъпва за него при сина си Антоний.
През 88 пр.н.е. или от 80 пр.н.е. Луций Цезар е в Колегията на Авгурите и пише доклади за Авгурското право.

## Деца
- Луций Юлий Цезар V, проквестор 46 пр.н.е. при Катон Млади, привърженик на Помпей в гражданската война
- Секст Юлий Цезар (квестор 48 пр.н.е.)